# 野球太郎
『野球太郎』（やきゅうたろう）はイマジニア株式会社モバイルメディア事業本部コンテンツ事業部ナックルボールスタジアムが発行し、35号までは廣済堂出版、36号以降は竹書房より発売されている日本の野球雑誌。
A5判、不定期刊行。
ここでは前身の『野球小僧』（やきゅうこぞう）についても述べる。

## 概要

### 野球小僧
1998年11月、白夜書房から白夜ムック扱いで『野球小僧』の第1号が発行。当初は不定期刊行だった。2003年7月10日発売の2003年8月号から隔月刊（奇数月10日発売）となる。
『野球太郎』創刊後、『野球小僧』は2012年9月10日発売の2012年10月号から新編集部により発行を続けたが、結局同年11月9日発売の2012年12月号（11月号は休刊）をもって最終号となり、ムック本としては2012年11月20日発売の『別冊野球小僧 2012年ドラフト総決算号』が最後となった。

### 野球太郎
2012年8月に白夜書房から旧編集部が独立して新会社「ナックルボールスタジアム」を立ち上げ、当初は新会社からの『野球小僧』の発行を予定していたものの、最終的には発売元を廣済堂出版に変更した上で新雑誌『野球太郎』を発行することになり、2012年10月5日に廣済堂ベストムック扱いで第1号が発行された。以後、35号までは廣済堂ベストムック扱いで不定期刊行されていたが、36号以降は竹書房からバンブームック扱いで刊行されている。
『野球太郎』の発行元は当初はナックルボールスタジアムが発行元であったが、2013年4月1日にイマジニアと合併したため、発行元もイマジニア株式会社モバイルメディア事業本部コンテンツ事業部ナックルボールスタジアムに変更された。
『野球太郎』になってからは、スマートフォン向けに『週刊野球太郎』を配信している。
2015年3月7日には、『野球太郎』の別冊として野球育児雑誌『野球太郎育児』を創刊した。創刊号の表紙は漫画『巨人の星』の登場人物である星一徹と星飛雄馬が飾る。
なお『野球太郎』とは1990年代に開設されていた野球情報を扱うウェブサイトの名称でもあり、同サイトを運営していた成澤浩一と高橋安幸はのちに『野球小僧』の創刊にも参加している。

## 誌面の特徴
- アマチュア野球や独立リーグに注目、詳細なスカウティングレポートや、独自の視点からによるプロ野球選手のインタビューなどが誌面の特徴である。
- 日本の野球雑誌としては珍しく、MLBの選手分析に使われる指標を元にした分析を行ったり、独自の計測方法により、今まで評価されにくかった能力を数値化するなどしている。
- 『野球小僧』時代には2011年までは毎年3月に「世界野球選手名鑑」を発行していた。その後もプロ野球12球団選手名鑑を刊行している。2019年版より「日本野球機構承認」として名鑑に公式な選手写真が使用されるようになった。
- 『野球小僧』2012年8月号まで、「太平洋クラブ＆クラウンライターライオンズの姿を追って」を連載していた。この連載は途中で中断となり、『ベースボールマガジン』（ベースボールマガジン社）2013年3月号で再開した。

## 中学野球太郎（中学野球小僧）
本誌の発行がない月は中学野球に誌面を特化した姉妹誌『中学野球太郎』（『野球小僧』時代は『中学野球小僧』）を発行している。
2004年6月10日に『野球小僧・中学野球特別号』をムックとして刊行。その後数回にわたる刊行を経て、2005年6月10日に『中学野球小僧』が2005年7月号として創刊される。『中学野球小僧』は2012年8月10日発売の2012年9月号をもって最終号となった。
『中学野球太郎』は2013年3月18日に第1号が発行された。